# Lamprozela
Lamprozela är ett släkte av fjärilar. Lamprozela ingår i familjen hålmalar, (Heliozelidae).
Kladogram enligt Catalogue of Life:
| Lamprozela | \| \| Lamprozela desmophanes \| \| \| \| \| \| Lamprozela metadesmia \| \| \| \| |
|            | \| \| Lamprozela desmophanes \| \| \| \| \| \| Lamprozela metadesmia \| \| \| \| |
|            | Antispila                                                                        |
|            |                                                                                  |
|            | Antispilina                                                                      |
|            |                                                                                  |
|            | Coptodisca                                                                       |
|            |                                                                                  |
|            | Dyselachista                                                                     |
|            |                                                                                  |
|            | Heliozela                                                                        |
|            |                                                                                  |
|            | Hoplophanes                                                                      |
|            |                                                                                  |
|            | Ischnocanaba                                                                     |
|            |                                                                                  |
|            | Monachozela                                                                      |
|            |                                                                                  |
|            | Phanerozela                                                                      |
|            |                                                                                  |
|            | Prophylactis                                                                     |
|            |                                                                                  |
|            | Pseliastis                                                                       |
|            |                                                                                  |
|            | Tyriozela                                                                        |
|            |                                                                                  |
|            | Lamprozela desmophanes                                                           |
|            |                                                                                  |
|            | Lamprozela metadesmia                                                            |
|            |                                                                                  |

|  | Lamprozela desmophanes |
|  |                        |
|  | Lamprozela metadesmia  |
|  |                        |